# Ezequiel Gallegos
Ezequiel Adrián Gallegos (San Justo, 16 aprile 1991) è un calciatore argentino, centrocampista dell'Olimpo.

## Carriera
Ha giocato nella massima serie e nella seconda divisione argentina.

## Palmarès

### Club

#### Competizioni nazionali
- Copa Argentina: 1

Huracán: 2013-2014
- Supercopa Argentina: 1

Huracán: 2014
- Primera B Metropolitana: 1

Platense: 2017-2018